# Ernst Gottfried Fischer
Pour les articles homonymes, voir Fischer.
Ernst Gottfried Fischer, né le 17 juillet 1754, et mort le 27 janvier 1831, est un scientifique allemand.
Il est professeur à Iéna, à Dortmund, à Greifswald, et est auteur d'ouvrages sur les mathématiques et d'Éléments de physique (Iéna, 1797), trad. en français par Jean-Baptiste Biot.